# Maryon Gargiulo
Maryon Gariulo (La Seyne-sur-Mer, 7 april 1987) is een Franse zangeres. Ze werd bekend onder de naam Märyon.

## Biografie
Märyon raakte bekend bij het grote publiek dankzij haar deelname voor Monaco aan het Eurovisiesongfestival 2004 in Istanboel, Turkije. In 2004 keerde Monaco terug naar het festival, na voor het laatst te hebben deelgenomen in 1979. Met het nummer Notre planète kon ze geen potten breken. In de halve finale eindigde ze op de twintigste plaats, met amper tien punten.
1959: Jacques Pills · 
1960: François Deguelt · 
1961: Colette Deréal · 
1962: François Deguelt · 
1963: Françoise Hardy · 
1964: Romuald · 
1965: Marjorie Noël · 
1966: Tereza · 
1967: Minouche Barelli · 
1968: Line & Willy · 
1969: Jean-Jacques · 
1970: Dominique Dussault · 
1971: Séverine · 
1972: Anne-Marie Godart & Peter McLane · 
1973: Marie · 
1974: Romuald · 
1975: Sophie · 
1976: Mary Christy · 
1977: Michèle Torr · 
1978: Caline & Olivier Toussaint · 
1979: Laurent Vaguener · 
2004: Märyon · 
2005: Lise Darly · 
2006: Séverine Ferrer